# Obsession (album UFO)
Obsession – siódmy studyjny album brytyjskiego zespołu UFO. Wydany w czerwcu 1978 roku przez Chrysalis Records.

## Lista utworów
Wszystkie utwory są autorstwa członków zespołu.
| 1.  | "Only You Can Rock Me" (Way, Schenker, Mogg)          | 4:08  |
|     |                                                       |       |
| 2.  | "Pack It Up (And Go)" (Way, Schenker, Mogg)           | 3:14  |
|     |                                                       |       |
| 3.  | "Arbory Hill" (Schenker)                              | 1:11  |
|     |                                                       |       |
| 4.  | "Ain't No Baby" (Mogg, Way)                           | 3:58  |
|     |                                                       |       |
| 5.  | "Lookin' Out For No. 1" (Way, Raymond)                | 4:34  |
|     |                                                       |       |
| 6.  | "Hot 'N' Ready" (Schenker, Mogg)                      | 3:16  |
|     |                                                       |       |
| 7.  | "Cherry" (Way, Mogg)                                  | 3:34  |
|     |                                                       |       |
| 8.  | "You Don't Fool Me" (Way, Parker, Mogg)               | 3:23  |
|     |                                                       |       |
| 9.  | "Lookin' Out For No. 1 (Reprise)" (Schenker, Raymond) | 1:14  |
|     |                                                       |       |
| 10. | "One More For The Rodeo" (Way, Mogg)                  | 3:45  |
|     |                                                       |       |
| 11. | "Born To Lose" (Schenker, Mogg, Way)                  | 3:31  |
|     |                                                       |       |
|     |                                                       | 35:48 |
|     |                                                       |       |

## Twórcy
- Phil Mogg - śpiew
- Michael Schenker - gitara
- Paul Raymond - instrumenty klawiszowe
- Pete Way - gitara basowa
- Andy Parker - perkusja